# Vlasikha
Vlasikha (em russo: Вла́сиха) é uma localidade urbana fechada da Rússia situada no óblast de Moscou. Possui uma população de cerca de 26,359 habitantes (2010).